# Hoa nương
Hoa nương là dụng ngữ xuất hiện sớm nhất từ thời Lê để mô tả phường gái hành nghề xướng kĩ.

## Thuật ngữ
Hoa nương (花娘) là lối gọi tắt của hoa mại nương (花賣娘), minh diễn là "phụ nữ hành nghề mại dâm". Theo biến thiên lịch sử lại có những cách gọi khác là nàng hoa, ả hoa, cô hoa, cái hoa, con hoa, gái bán hoa, gái hoa... hoặc giản lược đĩ (娼妓, 伎女, 妓女, 妓, 𡚦), tùy tình huống ứng xử và mức biểu thị tôn trọng hay không.
Ở hậu kì hiện đại, do văn hóa Hán tự đã mai một hoặc vì không hiểu nghĩa, truyền thông và công luận Việt Nam thường liệt hoa nương chung với đào nương (nữ lưu hành nghề xướng ca) và nặc nô (nữ lưu hành nghề thu nợ). Trong thực tế, đây là ba nghề chuyên biệt và có những giới luật tương đối khắt khe. Hoa nương thường bị coi là hạng ti tiện nhất, nhưng là đối tượng cảm hứng được giới văn nghệ khai thác nhiều nhất.
Hậu kì hiện đại còn lưu cách gọi không sát nghĩa lắm là gái đĩ, gái điếm hoặc đĩ điếm. Điếm (店) là những quán trọ ven đường cái, cũng là nơi hoa nương thường ở để kéo khách.

## Lịch sử

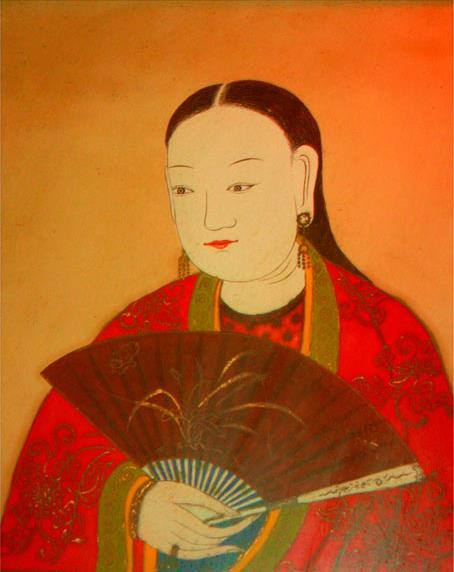
Họa phẩm Sĩ nữ đồ (仕女圖) thời Lê trung hưng, quàn tại đình Ngoại, xã Thanh Liệt, huyện Thanh Trì, Hà Nội.

Theo chuyên khảo của tác gia Trần Quang Đức, thời Lê đĩ thường tập trung ở kinh thành, "chỗ nào cũng có", đặc biệt quanh quân doanh. Riêng hồi Lê mạt do có quá nhiều binh sĩ mắc bệnh giang mai nên triều đình đành phải "lùng bắt đĩ khắp các phố phường, cạo đầu, phạt trượng rồi đuổi đi". Mà theo một thi phẩm của hoàng đế Lê Thánh Tông (?), đĩ là phường gái giọng ẽo ợt, ra vẻ thanh tao, khi gặp tình nhân thì như "mèo thấy mỡ", "sụt sịt rằng tôi thương tôi nhớ", "bẻo lẻo chào anh ngược anh xuôi"... Vào năm 1501, hoàng đế Lê Hiến Tông từng ban lệnh cấm các quan tháp tùng mình không được dắt đĩ theo rồi bừa bãi tình dục.
Theo Sơn cư tạp thuật, "tục nước ta (xứ Bắc Hà) đối với việc phòng thân của đàn bà rất sơ lược, đã hở người lộ mặt, lại còn cùng con trai chung đường chung giếng, giẫm cỏ xem trò, lại còn cùng con trai kề vai chạm lưng, đến khi có người làm mối thì phần nhiều đã mất trinh rồi". Trong tác phẩm Histoire naturelle, civile et politique du Tonquin (Lịch sử tự nhiên, dân sự và chính trị xứ Đông Kinh), tác giả Richard cho biết "những người đàn bà bình dân có quyền tự do đi chơi và chăm lo những công việc bên ngoài, còn những người vợ quan lại và những người đàn bà đặc biệt khác thì bị quản lý chặt chẽ gần giống như những người đàn bà Trung Hoa. Nhiều phụ nữ này được coi như vô cùng dễ dãi. Họ buông thả mình cho người ngoại quốc với một cái giá rất xoàng và sau đó kịp thời kết hôn với người ngoại quốc kia. Người ta đã tìm họ chẳng qua vì những chuyện đó thôi. Họ được chọn chồng theo ý muốn, quyền hạn mà những phụ nữ Trung Hoa không có được".
Còn với đàn bà Nam Hà, nhà lữ hành John Barrow đã mô tả từ những năm 1792-3 rằng "họ được phép tự do luyến ái, ngay cả con gái quan lại cũng không ít cô cấu hiệp Tây lang hòng kiếm ít lợi lạc". Vài chục năm sau đó, hoàng đế Nguyễn Thánh Tổ nhận xét, "dân phong tập thói kiêu sa, dâm đãng", "đám đàn bà Gia Định rất dâm đãng", "bọn đàn bà dâm đãng, phóng túng, cư xử của chúng thật quá kinh tởm. Đàn ông vốn đã chơi bời phóng đãng thì sao đòi hỏi tiết hạnh ở đám vợ được ?".
| “                                                               | Nước ta trước đây xướng-kĩ phần nhiều tập-trung ở kinh-sư và quân-phòng, chỗ nào cũng có, riêng phố Hàng-Chĩnh Hàng-Cau đông nhất. Đĩ phần nhiều bị giang-mai, tục gọi mụn Tiêm-La. Tương-truyền khi chinh-phạt Tiêm-La, tướng-sĩ mắc chứng này, về truyền-nhiễm cho nhau, đứa phóng-đãng trăng-hoa hay mắc-phải, có khi chết người. Sau năm Mậu-Thân [1788], tướng-sĩ trấn Bắc-Thành phần đông lây bệnh này, nguy-cấp khôn cứu, cấm cũng không dứt được. Bèn lùng-bắt đĩ khắp các phố-phường, cạo đầu, phạt trượng rồi đuổi đi. Đó cũng là một cách làm hay ! 我國從前娼妓多聚京師軍房，在在有之，唯㽀肆、榔肆尤盛。妓多楊梅瘡，俗言暹羅瘡。相傳征暹羅時，將士得此癥，還相傳染，浪夫蕩子多得之，有至卒死者。戊申以後，鎮北城將士多染是瘡，危殆不救，禁之不能止，遂索諸坊庯娼妓，髡其頭，杖而逐之。是亦一快擧。 | ” |
| — Đan Sơn, Sơn cư tạp thuật · Nữ lưu, An Nam quốc, thế kỉ XVIII | |   |

Từ sơ kì triều Nguyễn, triều đình phong kiến Việt Nam áp dụng luật lệ triều Minh, phạt 60 trượng đối với quan lại và con em nhà quan qua đêm với đĩ. Nhưng luật này chỉ ở quan viên và con quan hưởng tập ấm, không đặt hình phạt nào cho kẻ mãi dâm và mại dâm.
Ngày 15 tháng 03 năm 1892, tại tỉnh Hà Nội, văn kiện Nghị định ấn định các thứ thuế thành phố được phép thu trong Hà Nội có quy định "bán thẻ cho gái mại dâm", tức là công nhận một nghề hợp pháp.

## Văn hóa

### Địa danh
Thời Lê trung hưng, các phường Bích Câu và Quảng An nức danh chốn kinh kỳ vì là tụ điểm ăn chơi có đông gái đĩ với đủ ngón hảo hạng. Sang thời Nguyễn, do thành quách đã điêu tàn và kinh đô đã chuyển về Huế, nên phường đĩ dạt dần xuống xóm Khâm Thiên, thói xa hoa cũng nhiều phần sút kém hơn trước.

### Tục ngữ
- Gái đĩ già mồm.
- Thằng Ngô con Đĩ.
- Dạy Đĩ vén xống; Dạy ông Cống vào tràng; Dạy bà Lang bốc thuốc.
- Vừa khôn mà lại vừa ngoan; Đã vừa làm đĩ lại toan cáo làng.
- Chưa đi anh đã vội về; Đã đi đừng vội, vội về đừng đi.
- Chưa đi anh đã vội về; Hay là xuân giục, vội về với xuân?
- Đùng đùng ngựa chạy qua truông; Mảng mê con đĩ buông tuồng bỏ em.
- Đĩ dại làm hại thằng tù; Nó cho miếng bánh, nó cù cả đêm.
- Chết thời làm kiếp mẹ ranh; Sống thời đánh đĩ thập thành tứ phương.

### Văn chương
Trung Hoa
- Đường · Lý Hạ, Thân hồ tử tất lật ca : "Sóc khách đại hỉ, kình tràng khởi lập, mệnh hoa nương xuất mạc, bồi hồi bái khách" (朔客大喜，擎觴起立，命花娘出幕，裴回拜客).
- Tống · Mai Nghiêu Thần, Hoa nương ca : "Hoa nương thập nhị năng ca vũ, tịch thậm thanh danh cư nhạc phủ" (花娘十二能歌舞，籍甚聲名居樂府).
- Minh · Đào Tông Nghi, Chuyết canh lục · Phụ nữ viết nương : "Nhi thế vị ổn bà viết lão nương, nữ vu viết sư nương, đô hạ cập Giang Nam vị nam hích diệc viết sư nương, xướng phụ viết hoa nương" (而世謂穩婆曰老娘，女巫曰師娘，都下及江南謂男覡亦曰師娘，娼婦曰花娘).

Việt Nam
- An Nam · Nguyễn Hữu Khanh, Vịnh Kiều[4][5] : "Mồ cỏ thương hoài con đĩ đượi, bóng hoa mê tít cậu đồ choai" (墓𦹵傷懷𡥵妓女代，𩃳花迷舅徒齋).
- Truyền kỳ tân phả của tác giả Đoàn Thị Điểm, xuất hiện khoảng đầu thế kỷ XVIII.
- Tang thương ngẫu lục của tác giả Phạm Đình Hổ và Nguyễn Án.
- Đoạn trường tân thanh của tác giả Nguyễn Du.
- Thánh Tông di thảo, xuất hiện khoảng cuối thế kỷ XIX tại Hà Nội.
- Bích Câu kỳ ngộ của tác giả nặc danh.

### Tư liệu
- Mại dâm và tình dục qua góc nhìn sử học[liên kết hỏng]